# Augustyn Szarnowski
Augustyn Szarnowski (Scharnowski) (ur. 14 września 1892 w Naterkach k. Olsztyna, zm. 31 stycznia 1963 w Elblągu) – warmiński duchowny rzymskokatolicki, redaktor Ermländischer Kirchenblatt, przewodniczący Caritas diecezji warmińskiej w okresie przed- i powojennym, proboszcz m.in. współkatedry św. Jakuba w Olsztynie.

## Życiorys
Urodził się 14 września 1892 roku we wsi Naterki w rodzinie również Augustyna, rolnika gospodarzącego na 15 hektarach, i Matyldy z domu Kosińskiej. Był najstarszym z pięciorga dzieci w rodzinie. Został ochrzczony czwartego dnia po urodzeniu. Wówczas jeszcze jego nazwisko zapisano po polsku Szarnowski, lecz już trzecie dziecko w rodzinie zapisano w księdze urodzeń w Sząbruku jako Scharnowski. W domu Szarnowskich posługiwano się językiem polskim, gdyż w ankiecie po II wojnie światowej w rubryce znajomość języka polskiego ks. Szarnowski napisał „umiem już z domu rodzicielskiego dość dobrze po polsku”. 
Augustyn uczęszczał do niemieckich szkół powszechnych (Volksschule) w Naterkach i odległych o 3 kilometry Gronitach. Następnie rodzice posłali go do gimnazjum w Braniewie, które ukończył w 1913 roku wraz z maturą.  
Podczas I wojny światowej został wcielony do wojska. W latach 1920–1925 studiował w Akademii Państwowej w Braniewie i w seminarium duchownym. Święcenia kapłańskie przyjął 8 lutego 1925 w katedrze we Fromborku. 18 lutego rozpoczął posługę jako drugi wikariusz w Sztumie, gdzie zamieszkiwała mniejszość polska. Pracował tam prawie cztery lata, doskonaląc swoją polszczyznę. 18 lutego 1928 roku został mianowany wikariuszem w kościele św. Jakuba w Olsztynie. Wtedy podjął współpracę z czasopismem Ermländischer Kirchenblatt, publikując w nim liczne artykuły. W marcu 1933 roku, podczas wyborów do Parlamentu Rzeszy, kiedy w Prusach Wschodnich prowadzono agitację na rzecz NSDAP, ks. Szarnowski napisał artykuł w Kirchenblatt, że katolicy mają tylko jednego przewodnika (Führera), którym jest Jezus Chrystus. W październiku 1932 roku biskup Kallera mianował ks. Szarnowskiego sekretarzem związku Caritas diecezji warmińskiej, którą przedtem kierował ks. Josef Steinki. Pracą Caritasu objęte były niemal wszystkie parafie diecezji. Była to m.in. pomoc ubogim, prowadzenie przez katarzynki przedszkoli przy parafiach stacji opieki, przedszkoli i kursów dla dziewcząt. Jeszcze w tym samym roku został mianowany zastępcą dyrektora Caritasu. Powierzono mu również wiele innych obowiązków w diecezji: 13 listopada 1933 roku został mianowany diecezjalnym dyrektorem do spraw rekolekcji, 21 sierpnia 1934 – diecezjalnym prezesem organizacji Kolpingwerk (Dzieło Kolpinga). 13 czerwca 1936 otrzymał beneficjum św. Krzyża przy kościele św. Katarzyny w Braniewie. 27 marca 1936 roku objął po ks. Steinki kierownictwo Caritasu. Były to lata zmagania się z coraz bardziej panoszącą się dyktaturą NSDAP, która zakazywała publicznej pracy stowarzyszeniom kościelnym. Wówczas ks. Szarnowski nadał Caritasowi charakter wewnątrzkościelny. W 1941 roku, po denucjacji zakonnika z Fromborka, władze hitlerowskie wytoczyły mu proces o łamanie ustawy Heimtückegesetz (ustawa przeciw złośliwemu oczernianiu). Sąd Specjalny w Braniewie skazał go na 2 lata więzienia. Karę odbywał w więzieniu w Sztumie. Tłem było donos o. Matuszewskiego na pięciu księży, którzy rozgłaszali nieprzychylne dyktatorskiej władzy poglądy, w odwecie za zwolnienie go z funkcji kapelana w szpitalu we Fromborku. Po wyjściu z więzienia ks. Szarnowski przebywał w Braniewie. 11 czerwca 1943 biskup powierzył mu parafię w Butrynach, w której większość stanowiła ludność polska. Po wkroczeniu Rosjan do Prus Wschodnich w 1945 roku nie opuścił swojej parafii jak wielu warmińskich duchownych. Dzięki dobrej znajomości języka polskiego starał się pomagać mieszkańcom i chronić ich przed przemocą ze strony „wyzwolicieli”, choć nie zawsze było to możliwe.  
Po wojnie nowy administrator apostolski ks. Teodor Bensch odtworzył przedwojenny związek Caritas. 31 października 1945 roku mianował na stanowisko dyrektora księdza Szarnowskiego, odwołując go jednocześnie z parafii w Butrynach. Na siedzibę Caritasu wybrano po wojnie mniej zniszczony Olsztyn zamiast Braniewa. Ks. Szarnowski, posiadając bogate doświadczenie z okresu przedwojennego, zabrał się do tego dzieła z wielkim zaangażowaniem, gdyż potrzebujących w tym czasie było bardzo wielu. Starał się między innymi o przydział paczek UNRRA, osobiście udając się po nie do Warszawy samochodem ciężarowym z kierowcą, później rozdzielał żywność i odzież potrzebującym. Do końca 1946 roku utworzył w diecezji 86 oddziałów Caritasu, w tym aż 29 ze stołówkami, w 1947 oddziałów było 90. Caritas prowadził ponadto dwie bursy, trzy przytułki dla starców, trzy sierocińce, trzy przedszkola, dom noclegowy, żłobek, świetlice i biblioteki. Otwierał też punkty medyczne przy parafiach, które prowadziły siostry zakonne. Od 1948 roku władza państwowa zaczęła ograniczać działalność Caritasu pod pretekstem wykraczania jej poza ramy statutowe. Ks. Szarnowski był często wzywany na przesłuchania do Urzędu Bezpieczeństwa. W 1950 administrator Teodor Bensch rozwiązał związek Caritas. Ks. Szarnowski pozostał przy kurii biskupiej w Olsztynie jako referent do spraw miłosierdzia chrześcijańskiego. Prowadził też lekcje religii w szkołach. 17 lutego 1949 został tymczasowym administratorem parafii w Sząbruku, a następnie po śmierci schorowanego proboszcza został jej administratorem. 24 czerwca 1951 roku został konsultorem diecezjalnym. Konsulatorzy stanowili wówczas ciało doradcze biskupa na wzór kapituły katedralnej. Po reaktywowaniu w 1951 Warmińskiej Kapituły Katedralnej ks. Szarnowski został jednym z sześciu jej kanoników. 20 listopada 1953 został mianowany proboszczem wpółkatedry św. Jakuba w Olsztynie, a 24 czerwca 1954 dziekanem dekanatu olsztyńskiego. W Olsztynie był osobą znaną wielu jeszcze z okresu przedwojennego. 9 maja 1955 wraz z ks. Józefem Łapotem i kanclerzem kurii ks. Franciszkiem Bryksem dokonał ekshumacji ks. prof. Władysława Świtalskiego, którego zastrzelił w 1945 żołnierz Armii Czerwonej, a następnie pochowali godnie księdza na cmentarzu kanoników we Fromborku.  
Obciążony nadmiarem funkcji i obowiązków złożył 10 grudnia 1956 prośbę o przejście na emeryturę i z dniem 1 lutego 1957 ustąpił z zajmowanych stanowisk. 29 grudnia 1956 został spowiednikiem nadzwyczajnym Zgromadzenia Sióstr św. Katarzyny Dziewicy i Męczennicy, wówczas często przebywał w domu prowincjonalnym w Braniewie i w miejscowościach, w których posługiwały siostry. Na stałe zamieszkiwał w Elblągu. Mimo wielu chorób przyjął jeszcze w 1958 roku funkcję wizytatora diecezjalnego żeńskich zgromadzeń zakonnych. Zmarł 31 stycznia 1963 roku w Elblągu na skutek wylewu krwi do mózgu i tam został pochowany na cmentarzu. Po około 20 latach od śmierci księdza, wskutek starań jego rodziny, ekshumowano ks. Szarnowskiego i przeniesiono grób na cmentarz przy ul. Żurawiej w Gutkowie pod Olsztynem, gdzie mieszkali liczni jego krewni.  